# 스발바르 조약
스발바르 조약(노르웨이어: Svalbardtraktaten) 또는 스피츠베르겐 조약(노르웨이어: Spitsbergentraktaten)은 노르웨이의 북극 스발바르 제도(스피츠베르겐)에 대한 자치권 행사를 인정하는 조약이다. 그러나 자치권의 행사는 일정한 규정의 영향을 받으며, 노르웨이 법률 전체가 적용되지 않는다. 이 조약은 군도의 비무장 지대를 정하고 있다. 모든 서명국은 군도에서 평등하게 경제 활동(주로 석탄 채광)을 할 권리를 가진다. 2012년 노르웨이와 러시아가 이 권리를 이용하였다.
본래 이 조약이 맺어질 당시인 1920년 2월 9일에는 미국과 덴마크, 프랑스, 이탈리아, 일본, 네덜란드, 노르웨이, 스웨덴, 영국, 캐나다의 영국 해외 자치령, 오스트레일리아, 인도, 남아프리카, 뉴질랜드 14개의 체결국으로 구성되었다. 이후 다음 5년 간 조약이 효력을 갖기 전, 1924년 소비에트 연방과 1925년 독일, 중국이 추가로 서명하였다. 오늘날 서명국은 40개가 넘는다. 이 조약은 1920년 10월 21일 국가 조약 연속 연맹에 등록되었다.
원년 서명국인 일본은 1925년 8월 2일까지 비준이 이어졌다. 그 후, 1925년 9월 14일에 조약이 효력을 갖기 시작했다.

## 서명국

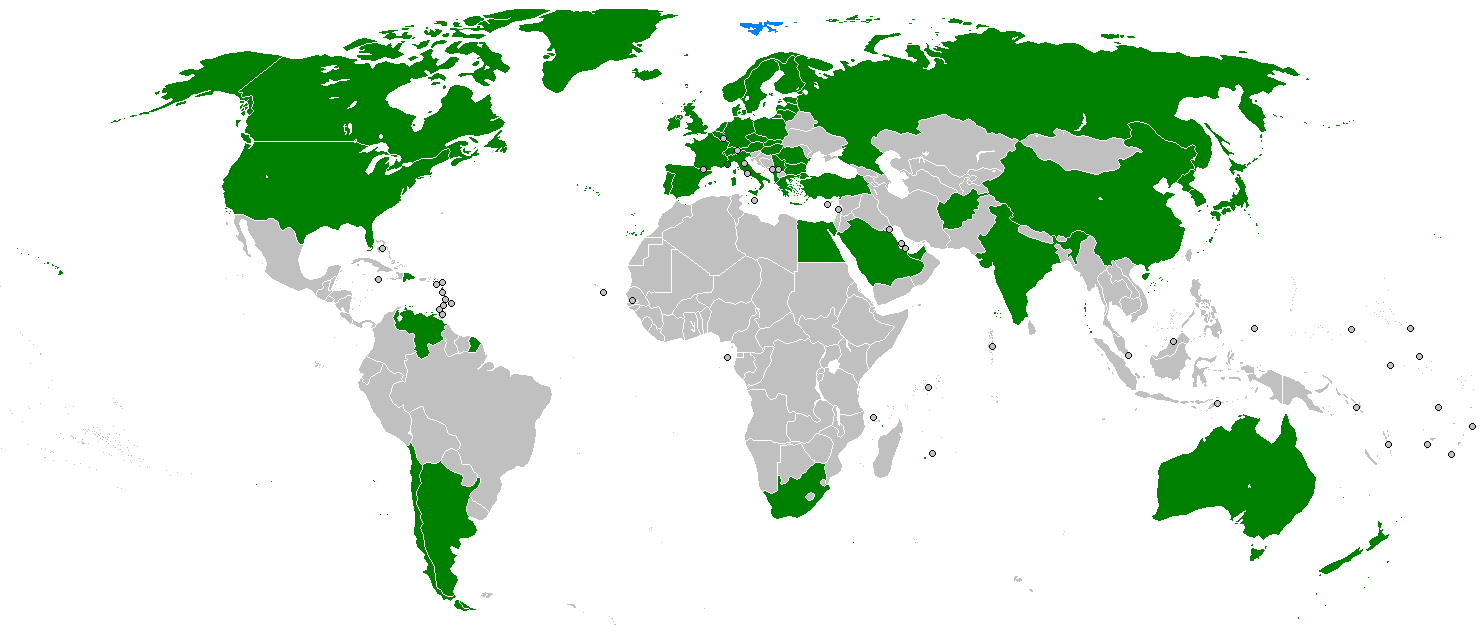
스발바르 조약 서명국

아래는 서명국 목록이다. 비준일은 서명국이 조약의 비준을 통과한 날짜를 반영한 것이다. 존재하지 않는 국가의 경우, 조약의 효력이 남아있는 후임국을 부기하였다.
| 국가               | 비준일                    | 후임국            |
| ------------------ | ------------------------- | ----------------- |
| 아프가니스탄       | 1925년 11월 23일          | 아프가니스탄      |
| 알바니아           | 1930년 4월 29일           |                   |
| 아르헨티나         | 1927년 5월 6일            |                   |
| 오스트레일리아     | 1923년 12월 29일 (영국령) |                   |
| 오스트리아         | 1930년 3월 12일           |                   |
| 벨기에             | 1925년 5월 27일           |                   |
| 불가리아           | 1925년 10월 20일          |                   |
| 캐나다             | 1923년 12월 29일 (영국령) | 캐나다            |
| 칠레               | 1928년 12월 17일          |                   |
| 중화민국           | 1925년 7월 1일            | 중화인민공화국    |
| 체코               | 2006년 6월 21일           |                   |
| 덴마크             | 1924년 1월 24일           | 덴마크            |
| 도미니카 공화국    | 1927년 2월 3일            |                   |
| 이집트             | 1925년 9월 13일           |                   |
| 에스토니아         | 1930년 4월 7일            |                   |
| 핀란드             | 1925년 8월 12일           |                   |
| 프랑스             | 1924년 9월 6일            |                   |
| 바이마르 공화국    | 1925년 11월 16일          | 독일              |
| 그리스             | 1925년 10월 21일          |                   |
| 헝가리 왕국        | 1927년 10월 29일          | 헝가리            |
| 아이슬란드         | 1994년 5월 31일           |                   |
| 인도 제국          | 1923년 12월 29일 (영국령) | 인도              |
| 아일랜드           | 1923년 12월 29일 (영국령) |                   |
| 이탈리아 왕국      | 1924년 8월 6일            | 이탈리아          |
| 일본 제국          | 1925년 4월 2일            | 일본              |
| 북한               | 2016년 1월 25일           |                   |
| 라트비아           | 2016년 6월 13일           |                   |
| 리투아니아         | 2013년 1월 13일           |                   |
| 모나코             | 1925년 6월 22일           |                   |
| 네덜란드           | 1920년 9월 3일            |                   |
| 뉴질랜드           | 1923년 12월 29일 (영국령) |                   |
| 노르웨이           | 1924년 10월 8일           |                   |
| 폴란드             | 1931년 9월 2일            |                   |
| 포르투갈           | 1927년 10월 24일          |                   |
| 루마니아           | 1925년 7월 10일           |                   |
| 대한민국           | 2012년 9월 7일            |                   |
| 소비에트 연방      | 1935년 5월 7일            | 러시아            |
| 네지드-헤자즈 왕국 | 1925년 8월 14일           | 사우디아라비아    |
| 남아프리카 연방    | 1923년 12월 29일 (영국령) | 남아프리카 공화국 |
| 스페인             | 1925년 11월 12일          |                   |
| 스웨덴             | 1924년 9월 15일           |                   |
| 스위스             | 1925년 6월 30일           |                   |
| 영국               | 1923년 12월 29일          |                   |
| 미국               | 1924년 4월 2일            |                   |
| 베네수엘라         | 1928년 2월 8일            |                   |

## 같이 보기
- 조약 목록

### 참조주
1. ↑  On Dutch interest and historical claims see Muller, Hendrik, ‘Nederland’s historische rechten op Spitsbergen’, Tijdschrift van het Koninklijk Nederlandsch Aardrijkskundig Genootschap 2e serie, deel 34 (1919) no. 1, 94-104.
2. ↑  Original Spitsbergen Treaty
3. ↑  League of Nations Treaty Series, vol. 2, pp. 8-19
4. ↑  Spitsbergen Treaty and Ratification (in Norwegian)
5. ↑  “Treaty concerning the Archipelago of Spitsbergen, including Bear Island”. 《Government of the Netherlands》. 2012년 3월 1일에 확인함.[깨진 링크(과거 내용 찾기)]
6. ↑  KCNA

조선이 쓰발바르조약에 가입
(평양 1월 29일발 조선중앙통신)
조선이 공화국정부 결정에 따라 25일 쓰발바르조약에 가입하였다.
쓰발바르조약은 쓰발바르제도에서 조약가입국들에 경제활동과 과학연구활동의 권리를 부여하는 국제다방조약으로서 1920년 2월 9일 빠리에서 체결되였다.

### 참고 문헌
- Moe, Arild; Schei, Peter Johan (2005년 11월 18일). “The High North – Challenges and Potentials.” (PDF). Prepared for French-Norwegian Seminar at IFRI, Paris, 24 November 2005. Fridtjof Nansen Institute (www.fni.no). 2008년 12월 7일에 원본 문서 (PDF)에서 보존된 문서. 2008년 8월 11일에 확인함.